# Novoli (Florenz)
Novoli ist der Name eines nordwestlichen Stadtteils von Florenz.

## Geschichte
Das ehemals sumpfige Gelände wurde trockengelegt und diente später agrarischen Zwecken. Mit der Stadterweiterung von 1928 wurde es vollständig Teil von Florenz. Zum Ende der 1930er-Jahre erfolgt die Industrialisierung des Stadtteils, im Wesentlichen durch ein großes FIAT-Werk.
In den 1950er-Jahren verstärkte sich die Wohnbebauung, und in deren Folge es zur Absiedelung der Industrie und zur Tertiarisierung des Gebiets kam.
An historischen Gebäuden sind die Kirchen Chiesa di Santa Maria a Novoli, San Cristofano und San Donato in Polverosa zu nennen. Heute findet sich hier unter anderem ein Obst- und Gemüsegroßmarkt, die moderne Chiesa di Santa Maria Ausiliatrice, ein Park, das sozialwissenschaftliche Zentrum der Universität Florenz und der neue Justizpalast (Florenz).

## Bilder

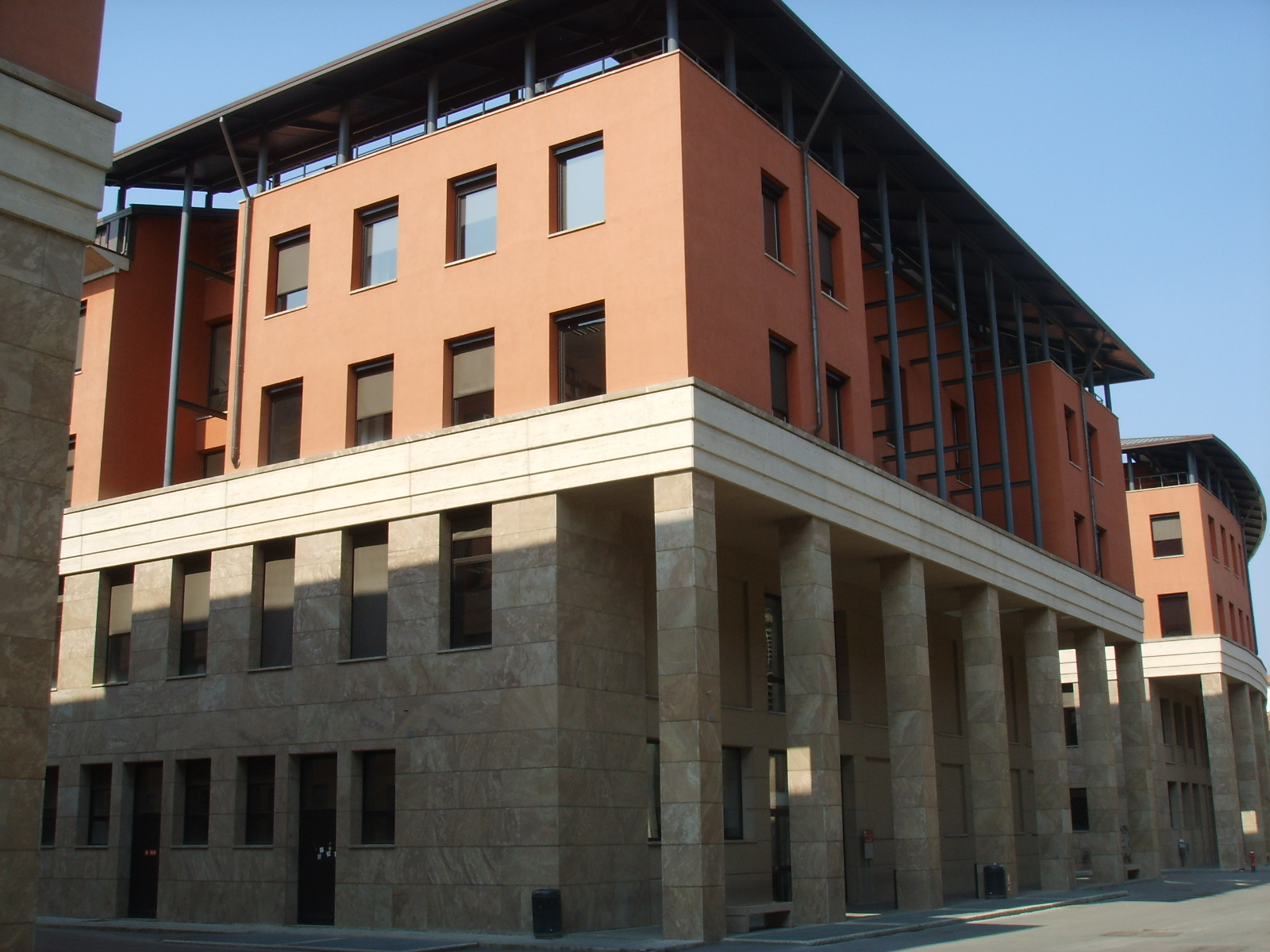
Polo delle Scienze Sociali
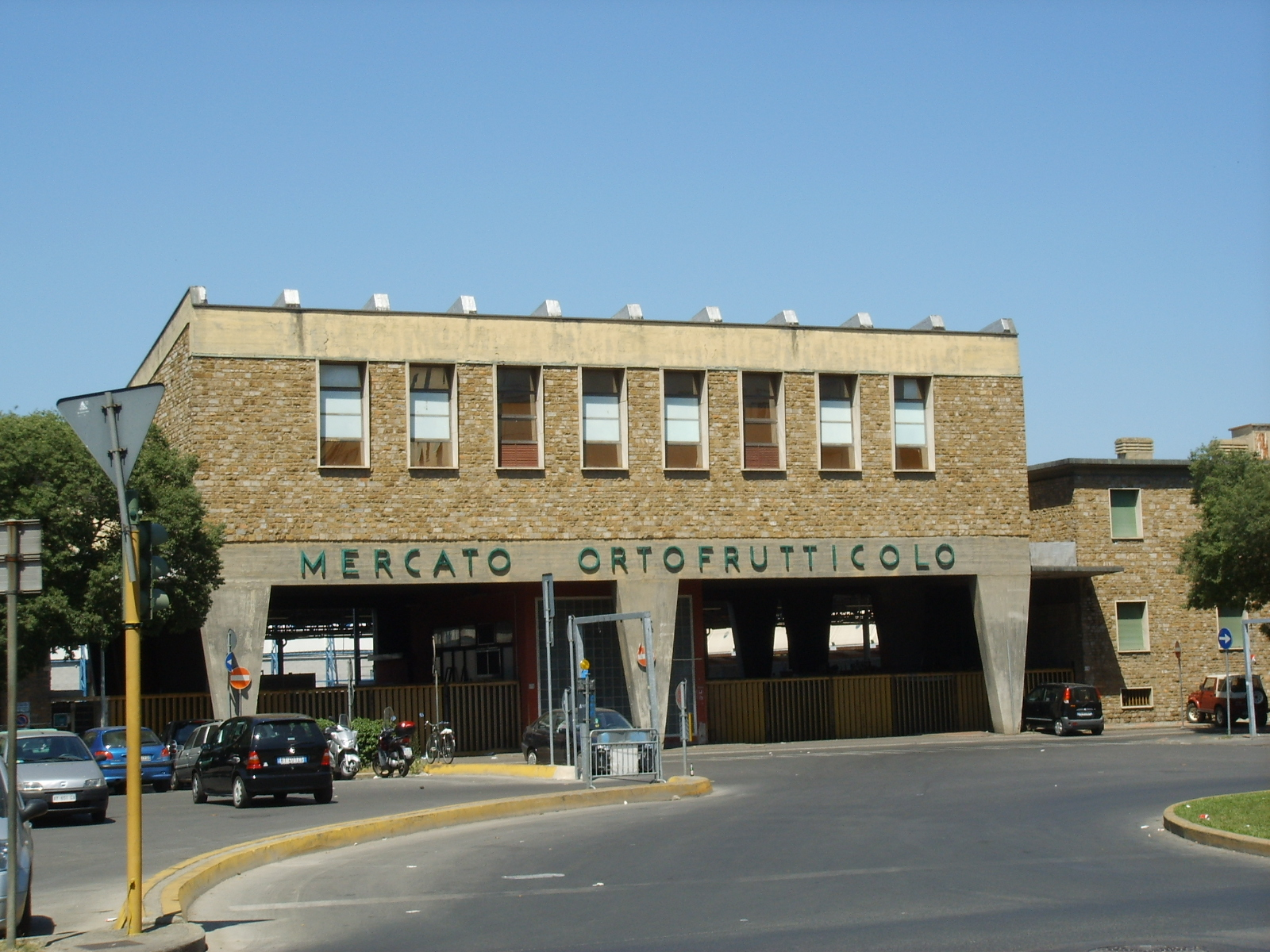
Mercato ortofrutticolo di Novoli
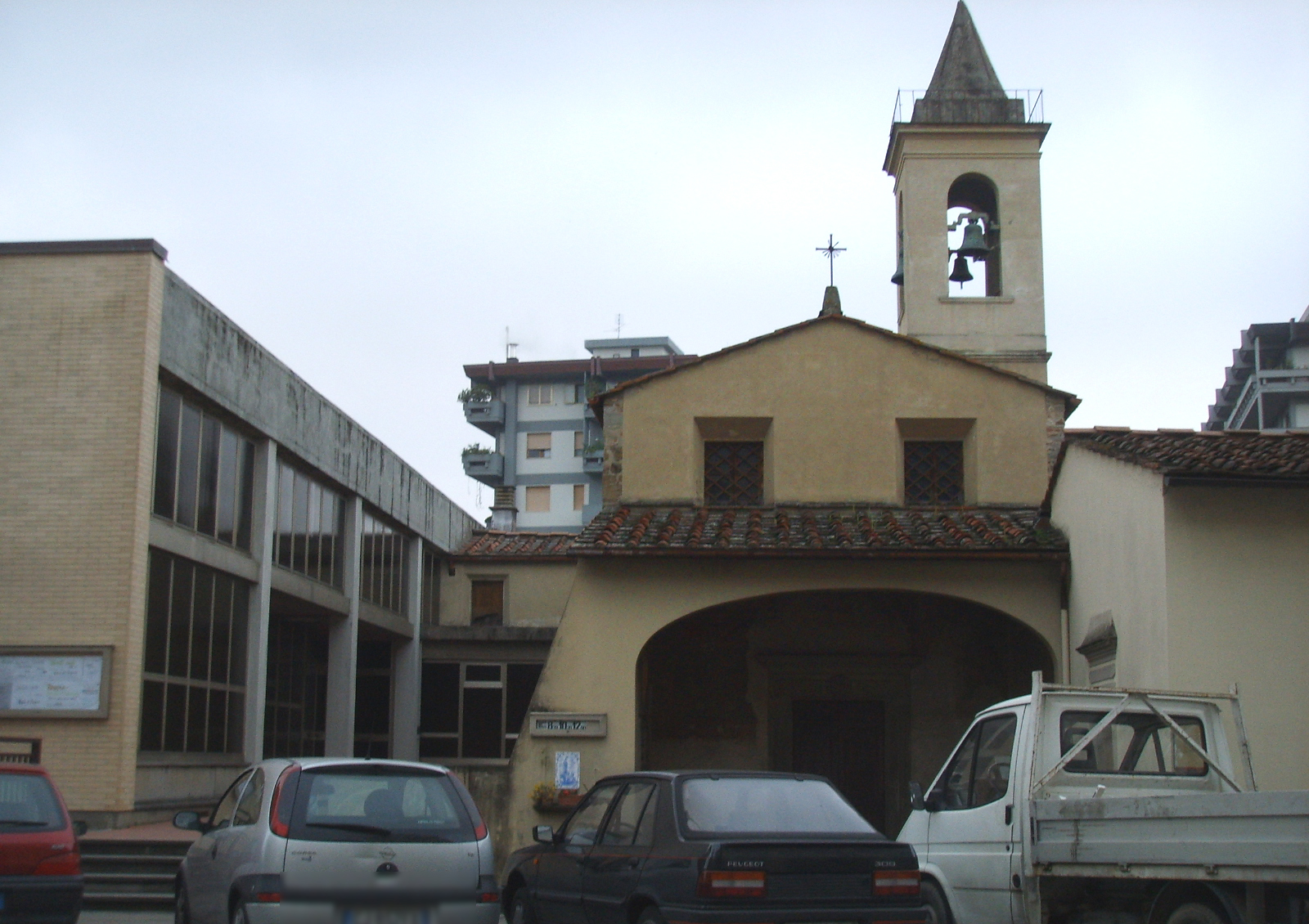
Chiesa di San Cristofano a Novoli - Parte vecchia
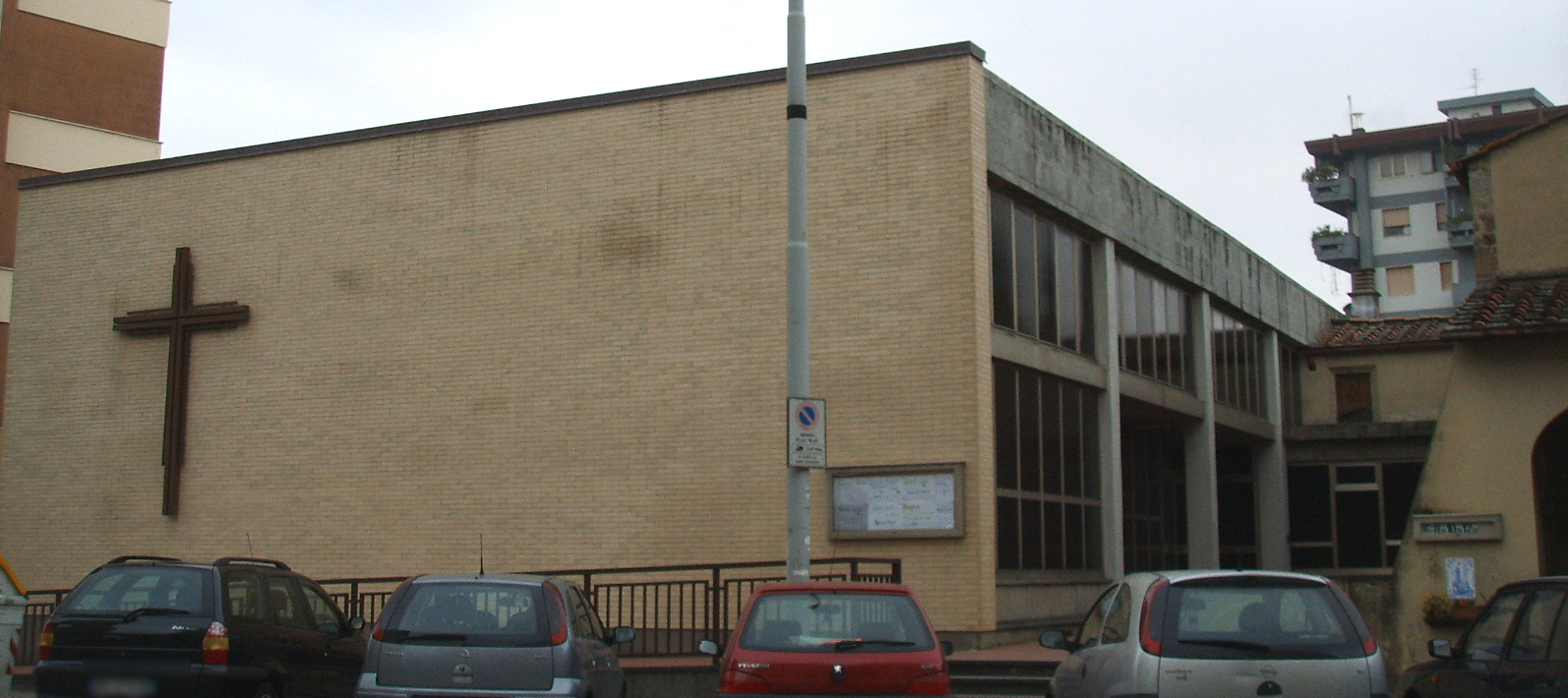
Chiesa di San Cristofano a Novoli - Parte nuova
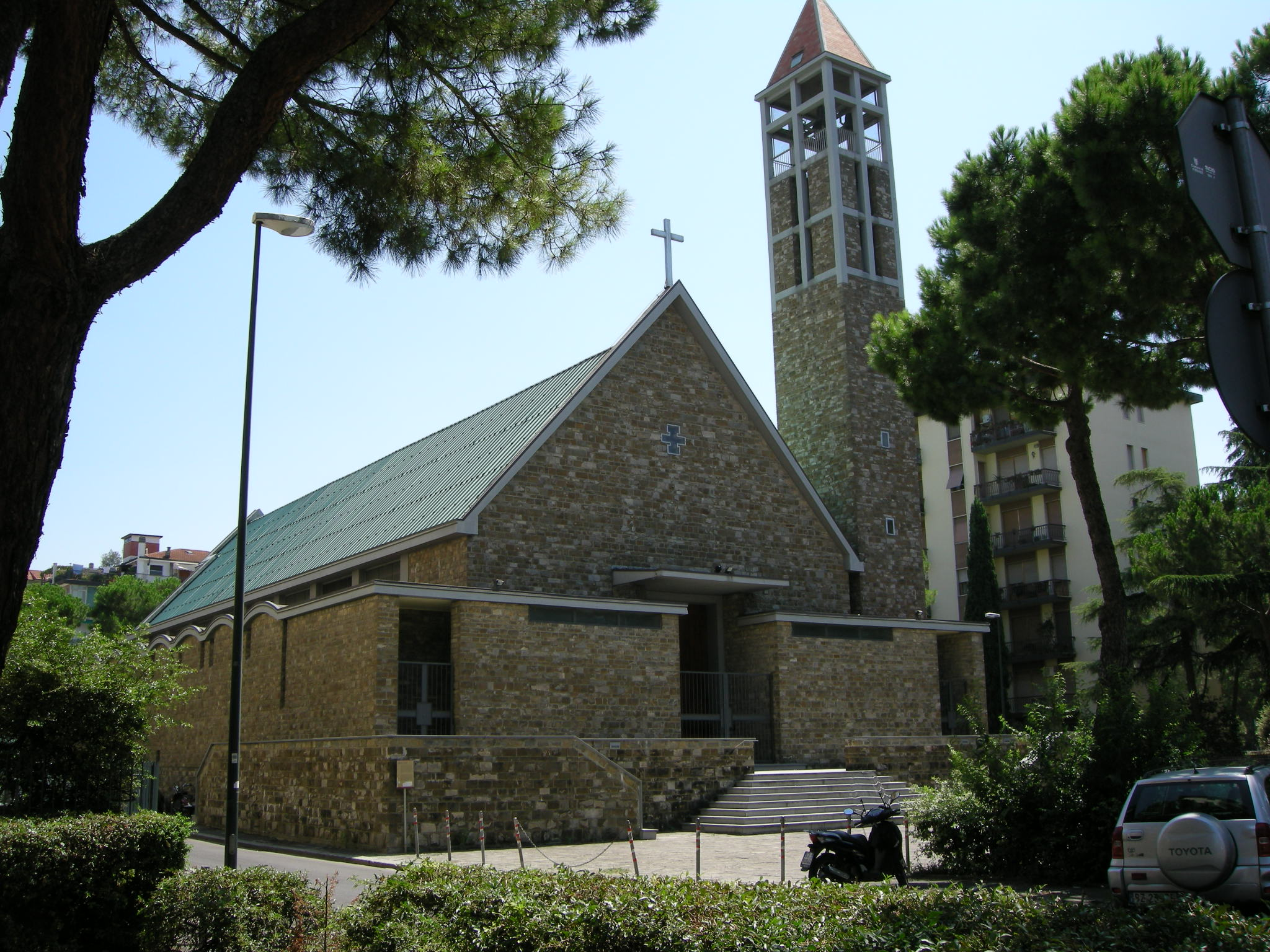
Santa Maria Ausiliatrice
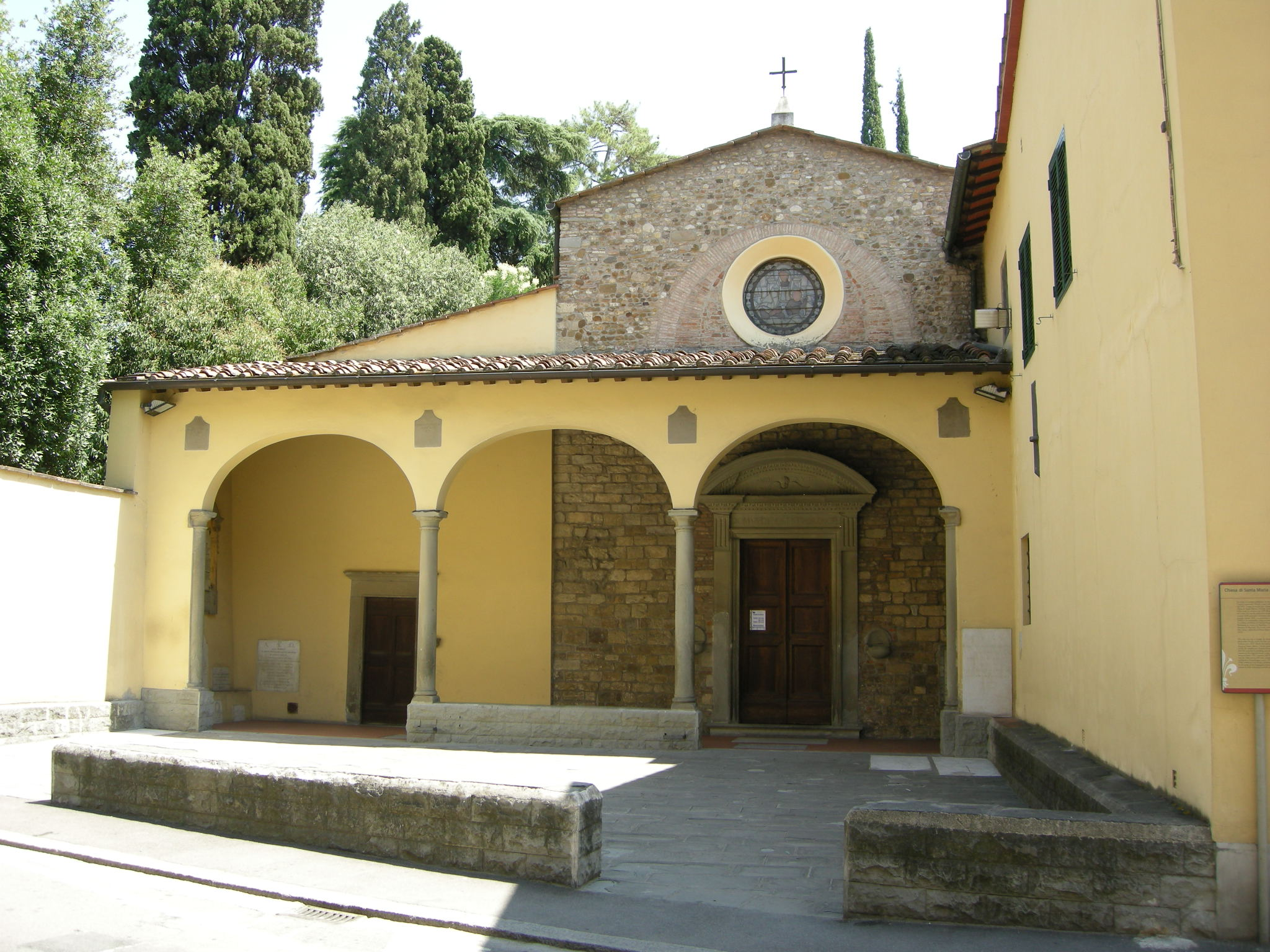
Santa Maria a Novoli
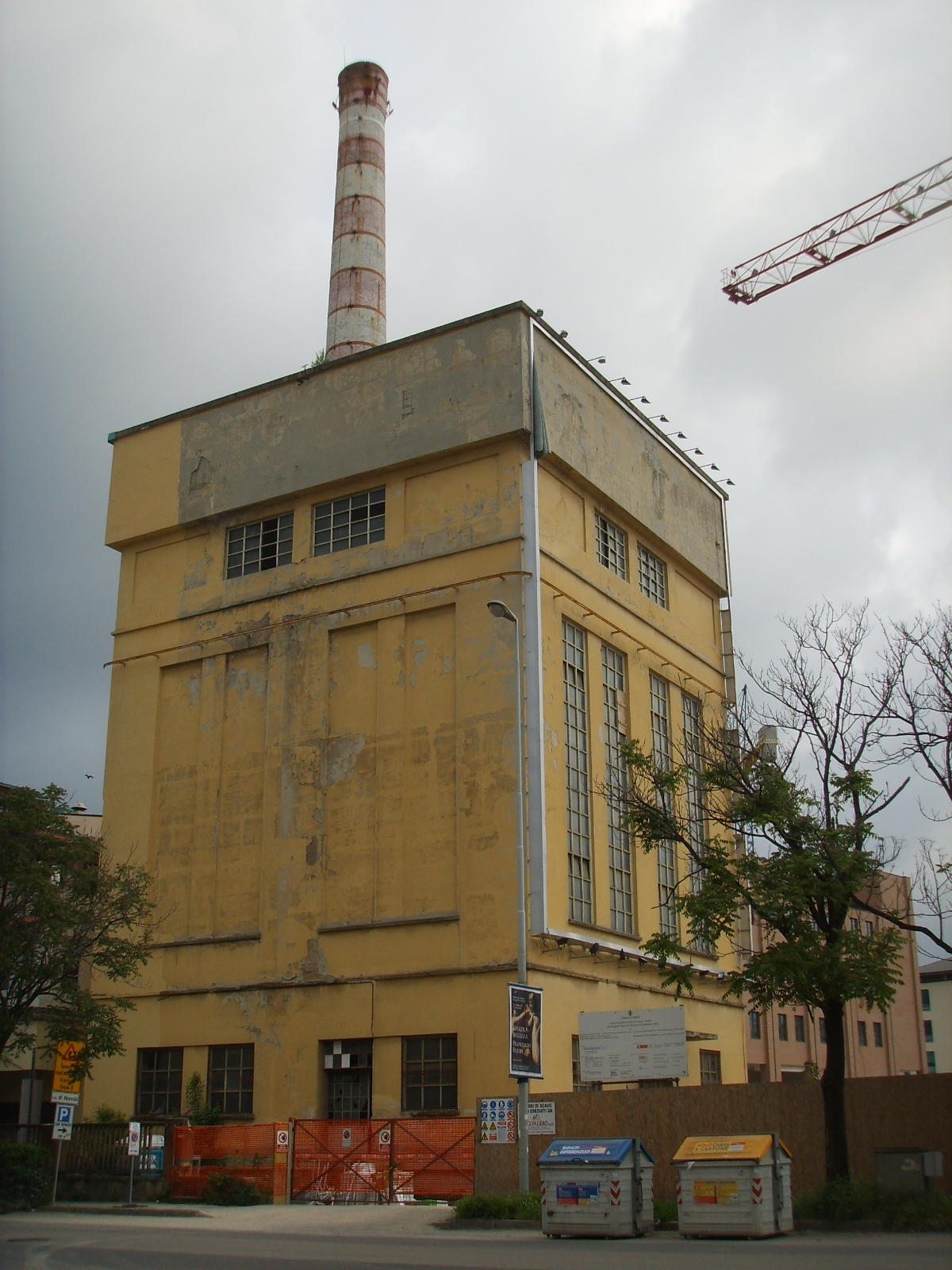
Ehemaliges FIAT-Werk Novoli
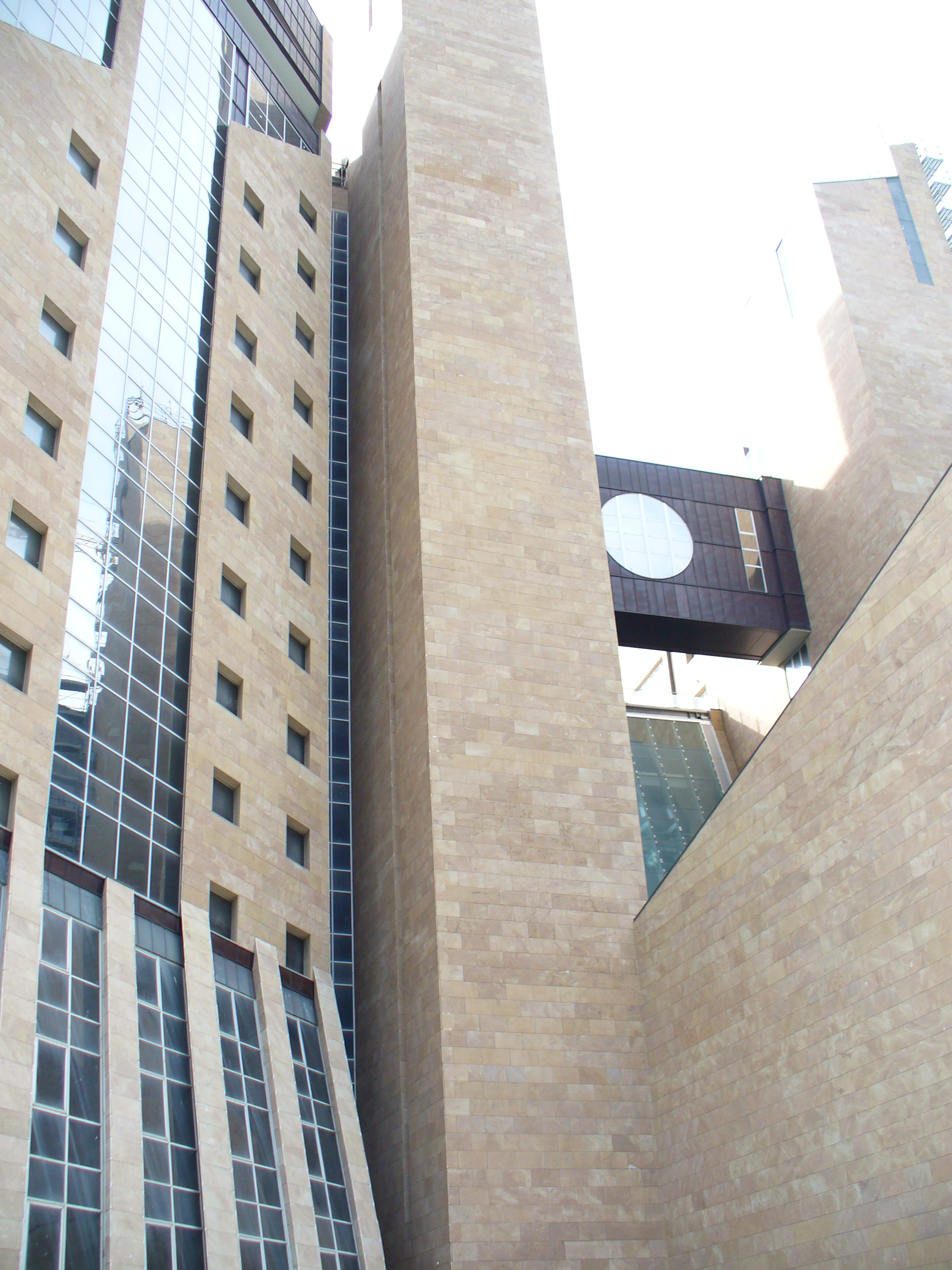
Justizpalast (im Bau)